# 安内莉·耶滕迈基
安内莉·图利基·耶滕迈基（芬蘭語：Anneli Tuulikki Jäätteenmäki，1955年2月11日—），臺灣媒體稱賈婷瑪琪。芬蘭政治人物，曾任芬兰總理，亦是該國首位女总理。

## 生平
耶滕迈基出生在芬兰南波赫扬马区的一个农民家庭，1980年毕业于赫尔辛基大学，获法律硕士学位，同年在考哈约基地区法院担任副法官，1981年至1987年担任律师。
1987年她首次当选议员进入议会，1994年至1995年任司法部长。2003年4月17日至6月8日以芬兰中间党主席出任新一届联合政府总理。2003年6月18日，她因為3月選舉時使用洩密檔案之事被發現，因而辭職，并于9月辞去中间党主席职务。同年12月，耶滕迈基因怂恿他人窃取国家机密被起诉。
2004年，耶滕迈基參選歐洲議會選舉並勝出。其後連任兩屆議員的她於2019年退休。